# ラッカは静かに虐殺されている
『ラッカは静かに虐殺されている』（ラッカはしずかにぎゃくさつされている、原題：City of Ghosts）は、ラッカの戦いにおけるシリアの市民ジャーナリストのグループRBSS（Raqqa is Being Slaughtered Silently、「ラッカは静かに虐殺されている」の意）についての2017年のアメリカ合衆国のドキュメンタリー映画。監督はマシュー・ハイネマン。

## 公開
2017年のサンダンス映画祭でプレミア上映され、その後Amazonで200万ドルで買い付けられた。
トライベッカ映画祭などの映画祭でも上映された後、アマゾン・スタジオ、A&E IndieFilms、IFC Filmsによって2017年7月7日より順次劇場公開された。

## 評価
本作は批評家から絶賛されている。2018年3月8日現在、映画批評集積サイトのRotten Tomatoesには91件のレビューがあり、批評家支持率は99%、平均点は10点満点で8.3点となっている。また、Metacriticには31件のレビューがあり、加重平均値は86/100となっている。ガーディアン紙のチャーリー・フィリップスは本作に5つ星を与え、「シリアの悲劇についての決定的な現代ドキュメンタリーだ」と評した。

## 受賞とノミネート
| 賞                                             | 受賞日         | カテゴリー                                         | 対象                             | 結果       |
| ---------------------------------------------- | -------------- | -------------------------------------------------- | -------------------------------- | ---------- |
| 第71回英国アカデミー賞                         | 2018年2月18日  | ドキュメンタリー賞                                 | 『ラッカは静かに虐殺されている』 | ノミネート |
| シカゴ映画批評家協会                           | 2017年12月10日 | ドキュメンタリー映画賞                             | 『ラッカは静かに虐殺されている』 | ノミネート |
| シネマ・アイ・オナーズ                         | 2018年1月11日  | ドキュメンタリー賞、監督賞、プロダクション賞       | 『ラッカは静かに虐殺されている』 | ノミネート |
| CPH:DOX 2017                                   | 2017年3月26日  | 観客賞                                             | 『ラッカは静かに虐殺されている』 | 受賞       |
| 放送映画批評家協会賞                           | 2017年11月2日  | 監督賞、ドキュメンタリー映画賞                     | マシュー・ハイネマン             | ノミネート |
| Dallas Fort Worth Film Critics Association     | 2017年12月13日 | ドキュメンタリー映画賞                             | 『ラッカは静かに虐殺されている』 | 受賞       |
| ダラス国際映画祭                               | 2017年4月10日  | シルヴァー・ハート賞                               | 『ラッカは静かに虐殺されている』 | 受賞       |
| 第70回全米監督協会賞                           | 2018年2月4日   | ドキュメンタリー監督賞                             | マシュー・ハイネマン             | 受賞       |
| Docville                                       | 2017年3月30日  | Jury Award Best Conscience Documentary             | 『ラッカは静かに虐殺されている』 | 受賞       |
| ゴールウェイ・フラー映画祭                     | 2017年7月17日  | 観客賞（アムネスティ・インターナショナル人権部門） | 『ラッカは静かに虐殺されている』 | 受賞       |
| Greenwich International Film Festival          | 2017年6月      | Best Social Impact Film                            | 『ラッカは静かに虐殺されている』 | 受賞       |
| 国際ドキュメンタリー協会 IDAアワード           | 2017年9月12日  | 戦火の勇気賞                                       | マシュー・ハイネマン             | 受賞       |
| 国際ドキュメンタリー協会 IDAアワード           | 2017年12月9日  | ドキュメンタリー映画賞                             | 『ラッカは静かに虐殺されている』 | ノミネート |
| International Press Academy Satellite Awards   | 2018年2月10日  | ドキュメンタリー映画賞                             | 『ラッカは静かに虐殺されている』 | ノミネート |
| Iowa Film Critics Association                  | 2018年1月9日   | ドキュメンタリー映画賞                             | 『ラッカは静かに虐殺されている』 | ノミネート |
| Jerusalem Film Festival                        | 2017年6月22日  | ドキュメンタリー映画賞                             | 『ラッカは静かに虐殺されている』 | 受賞       |
| Melbourne International Film Festival          | 2017年8月20日  | ドキュメンタリー映画賞                             | 『ラッカは静かに虐殺されている』 | ノミネート |
| モントクレア映画祭                             | 2017年5月7日   | 審査員特別賞（監督に対して）                       | マシュー・ハイネマン             | 受賞       |
| Munich Film Festival                           | 2017年6月24日  | Fritz-Gerlich Prize                                | マシュー・ハイネマン             | 受賞       |
| North Texas Film Critics Association           | 2017年12月6日  | ドキュメンタリー映画賞                             | 『ラッカは静かに虐殺されている』 | ノミネート |
| Producers Guild of America Awards              | 2018年1月20日  | ドキュメンタリープロデューサー賞                   | マシュー・ハイネマン             | ノミネート |
| Phoenix Critics Circle                         | 2017年12月11日 | ドキュメンタリー映画賞                             | 『ラッカは静かに虐殺されている』 | 受賞       |
| Phoenix Film Critics Society Awards            | 2017年12月19日 | ドキュメンタリー映画賞                             | 『ラッカは静かに虐殺されている』 | 受賞       |
| サンフランシスコ映画批評家協会                 | 2017年12月10日 | ドキュメンタリー映画賞                             | 『ラッカは静かに虐殺されている』 | ノミネート |
| Seattle Film Critics Awards                    | 2017年12月18日 | ドキュメンタリー映画賞                             | 『ラッカは静かに虐殺されている』 | ノミネート |
| Seattle International Film Festival            | 2017年6月11日  | Golden Space Needle Award                          | 『ラッカは静かに虐殺されている』 | ノミネート |
| 第24回シェフィールド国際ドキュメンタリー映画祭 | 2017年6月      | 審査員大賞                                         | 『ラッカは静かに虐殺されている』 | 受賞       |
| セントルイス映画批評家協会                     | 2017年12月10日 | ドキュメンタリー映画賞                             | 『ラッカは静かに虐殺されている』 | ノミネート |
| サンダンス映画祭 2017                          | 2017年         | Candescent Award                                   | 『ラッカは静かに虐殺されている』 | 受賞       |
| サンダンス映画祭 2017                          | 2017年1月28日  | 審査員大賞（米国ドキュメンタリー）                 | マシュー・ハイネマン             | ノミネート |
| ワシントンD.C.映画批評家協会                   | 2017年12月8日  | ドキュメンタリー映画賞                             | 『ラッカは静かに虐殺されている』 | ノミネート |